# David Botstein
David Botstein (Zurique, 8 de setembro de 1942) é um biólogo estadunidense.